# رسینو
رسینو (انگلیسی: Russinho؛ ۱۸ دسامبر ۱۹۰۲ – ۱۸ آوریل ۱۹۹۲) یک بازیکن فوتبال اهل برزیل بود.
وی همچنین در تیم ملی فوتبال برزیل بازی کرده‌است.